# Relations entre la Géorgie et l'Inde

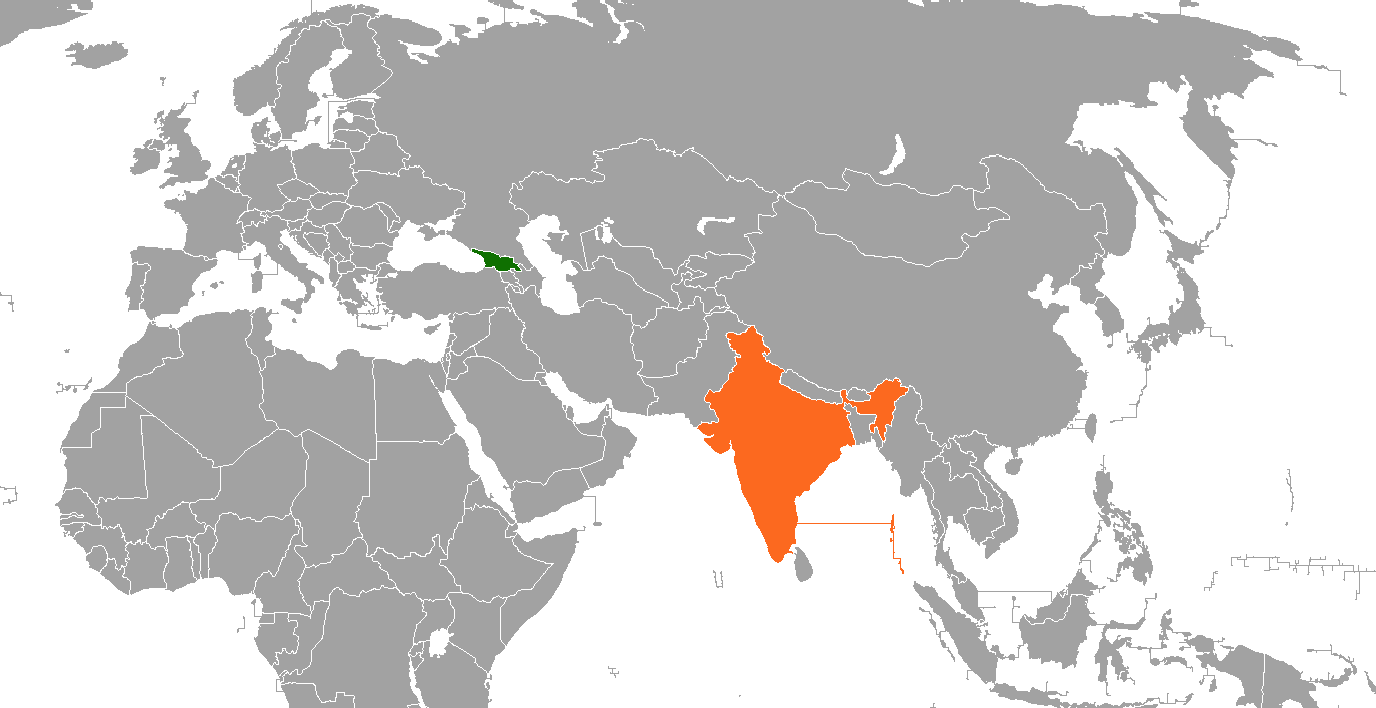
Relations entre la Géorgie et l'Inde

Les relations entre la Géorgie et l'Inde sont les relations étrangères entre la Géorgie et l'Inde. L'ambassade de l'Inde à Erevan, en Arménie, est accréditée en Géorgie. La Géorgie dispose d'une ambassade à New Delhi.

## Historique
Les relations entre la Géorgie et l'Inde remontent à l'Antiquité. Le Pañchatantra influence les légendes folkloriques géorgiennes. Pendant la période médiévale, des missionnaires, des voyageurs et des commerçants géorgiens visitent l'Inde. Certains Géorgiens servent dans les cours des empereurs moghols, et quelques-uns atteignent le rang de gouverneur. Udaipuri Begum, l'une des épouses de l'empereur moghol Aurangzeb, est d'origine géorgienne. 
Les historiens géorgiens pensent que les restes de la reine géorgienne Ketevan, décédée à Chiraz en 1624, ont été transférés à la tour Saint-Augustin de Goa par les Portugais. Le 24 septembre 2017, le gouvernement indien transfère les restes au Musée national géorgien et à l'église de la Sainte Trinité à Tbilissi pour une période de six mois.
Jawaharlal Nehru visite Tbilissi en 1955 lors de sa tournée en Union soviétique, et rencontré l'indologue géorgien et érudit sanscrit Aka Morchiladze. Indira Gandhi visite la ville lors de sa tournée en Union soviétique en 1976. Le ministre des Affaires étrangères Atal Bihari Vajpayee se rend en Géorgie en juin 1978.
L'Inde est parmi les premiers pays à reconnaître officiellement la Géorgie, le 26 décembre 1991. Des relations diplomatiques sont établies le 28 septembre 1992,. Le ministre géorgien des Affaires étrangères, Irakli Menagarishvili, se rend à New Delhi en mai 2000. Il s'agit de la première visite diplomatique entre les deux pays depuis l'indépendance de la Géorgie. Menagarishvili a des entretiens bilatéraux avec le ministre des Affaires étrangères Jaswant Singh le 11 mai.
L'Inde reste neutre pendant la guerre russo-géorgienne en août 2008[réf. souhaitée]. La Russie reconnaît l'indépendance de l'Abkhazie et de l'Ossétie du Sud après la guerre.  
La Géorgie ouvre un consulat honoraire à New Delhi en 2005 et le transforme en ambassade en 2010. Le premier ambassadeur résident de Géorgie en Inde prend ses fonctions le 25 février 2010. Le secrétaire au ministère des Affaires indiennes d'outre-mer, Parvez Dewan, représente l'Inde lors des premières célébrations de la "Journée de la diaspora" à Tbilissi en mai 2012. Le Vice-Ministre des affaires étrangères David Jalagania conduit une délégation géorgienne à la première Commission intergouvernementale (CIG) à Delhi en avril 2014. Le commissaire central chargé des élections de l'Inde, Nasim Zaidi, participe à la Conférence internationale des commissaires électoraux à Batoumi en février 2015. Une délégation du ministère indien des Affaires étrangères assiste à la réunion d'experts des pays membres fondateurs de l'AIIB à Tbilissi en juillet 2015. Le Président de la Commission électorale de Géorgie Tamar Zhvania se rend à New Delhi le 13 juillet 2015. Au cours de sa visite, les deux pays signent un protocole d'accord pour la coopération dans la gestion et l'administration des élections.
Le commissaire indien aux élections et deux autres fonctionnaires de la Commission électorale se rendent dans la province de Kakheti, en Géorgie, pour participer à une manifestation multilatérale sur les pratiques électorales en février 2016. Le vice-ministre de l'Économie Ketevan Bochorishvili se rend en Inde en avril 2016. Il fait la promotion d'un projet "Film en Géorgie" pour les réalisateurs, producteurs et studios de cinéma indiens. Une délégation de l'Institut international indien de la démocratie et de la gestion des élections (IIIDEM) se rend à Tbilissi pour dispenser une formation aux fonctionnaires de la Commission électorale de Géorgie en juin 2016. La deuxième session de la Commission intergouvernementale Inde-Géorgie sur le commerce, l'économie, la science et la coopération technologique, culturelle et éducative (CIG) se tient à Tbilissi le 25 juillet 2016.
La Géorgie soutient l'Inde dans divers forums internationaux et organisations multilatérales. Le pays soutient notamment les candidatures de l'Inde à l'Organisation de l'aviation civile internationale (OACI), au Conseil exécutif de l'UNESCO et à l'adhésion au Conseil de l'Organisation maritime internationale (OMI) en 2013, au CDH en 2014 et à l'Organisation mondiale des douanes en 2015. L'Inde vote pour la candidature de la Géorgie à l'Organisation hydrographique internationale (OHI) en 2013.

## Relations économiques
Le commerce bilatéral entre la Géorgie et l'Inde s'élève à 107,04 millions de dollars en 2015/2016, en légère baisse par rapport aux 105,02 millions de dollars de l'exercice précédent. L'Inde exporte pour 82,57 millions de dollars de marchandises vers la Géorgie et importe pour 24,47 millions de dollars. Les principaux produits exportés par l'Inde vers la Géorgie sont les céréales, les réacteurs nucléaires, les chaudières, les machines et appareils mécaniques, les produits pharmaceutiques, les machines et équipements électriques, l'aluminium et les produits en aluminium. Les principaux produits importés par l'Inde de Géorgie sont les engrais, l'aluminium et les produits en aluminium, le cuivre et les produits en cuivre.
Les investissements directs étrangers de l'Inde en Géorgie passent de 29 000 dollars en 2005 à 26 millions en novembre 2011. Un IDE de 6,13 millions de dollars est réalisé par des entreprises indiennes en Géorgie au cours du seul troisième trimestre de 2012. JSW Steel Netherlands BV, la filiale néerlandaise de la société indienne JSW Steel, s'associe à Georgian Steel Group Holding Limited pour créer une usine de transformation de déchets métalliques en barres d'acier renforcées. L'usine est officiellement inaugurée par le président en novembre 2009. Trans Electrica est fondée par la société indienne Continental Construction, avec des sociétés britanniques et géorgiennes, pour construire une centrale hydroélectrique en Géorgie. Escorts Group maintient un distributeur autorisé à Tbilissi pour vendre ses tracteurs et autres produits.
Les entreprises indiennes font d'importants investissements dans les secteurs de l'acier, des infrastructures, de l'agriculture et des services en Géorgie. Environ 150 Indiens, principalement du Pendjab, acquièrent un total combiné d'environ 1500 hectares de terres agricoles à cultiver en Géorgie. Ceci est facilité par la politique du gouvernement géorgien d'encourager l'immigration de personnes possédant des connaissances agricoles dans le pays dans le but de stimuler sa production agricole en déclin. Les agriculteurs indiens sont attirés par le faible coût des terres en Géorgie. Un agriculteur sikh du Pendjabi qui a émigré en Géorgie indique qu'il pouvait acheter 200 hectares de terre en Géorgie grâce à l'argent gagné en vendant un hectare de terre au Pendjab. Tata Power investit environ 280 millions de dollars dans un projet d'électricité en Géorgie.
En février 2014, une délégation pharmaceutique indienne se rend en Géorgie pour la première fois. Ils visitent plusieurs usines et laboratoires pharmaceutiques en Géorgie et ont des discussions avec des entreprises géorgiennes. Le tout premier séminaire sur le tourisme en Inde "Incredible India" se tient à Tbilissi le 26 septembre 2014. Il est organisé par l'ambassade de l'Inde à Erevan et le Bureau régional du tourisme de l'Inde à Francfort, en Allemagne. Soixante-deux voyagistes géorgiens participent à ce séminaire.

## Relations culturelles
Les films et la cuisine indiens sont populaires en Géorgie, et il existe plusieurs restaurants indiens à Tbilissi. La langue hindi suscite un certain intérêt chez les Géorgiens.
L'Institut de diplomatie multi-tâches de Tbilissi, avec le soutien de la Mahatma Gandhi Foundation en Inde, fonde la Gandhi Foundation Georgia le 30 juin 2014 à Tbilissi pour promouvoir la philosophie gandhienne dans le pays. La fondation ouvre une deuxième succursale à Batoumi par la suite. L'archéologue surintendant de l'Archaeological Survey of India (ASI) Taher se rend en Géorgie pour assister à la conférence du Conseil international des musées en septembre 2014.
En juillet 2016, environ 2000 citoyens indiens résident en Géorgie, dont près de la moitié sont des étudiants de l'Université de médecin de Tbilissi. Environ 200 citoyens sont employés par des entreprises indiennes actives dans le secteur des infrastructures en Géorgie, tandis que d'autres sont des hommes d'affaires, des agriculteurs et des ouvriers agricoles.

## Aide étrangère
L'Inde fait don de 37 000 dollars de médicaments et de fournitures de secours aux réfugiés et aux personnes déplacées d'Abkhazie en décembre 1994.
Les citoyens géorgiens peuvent prétendre à des bourses dans le cadre du programme indien de coopération technique et économique. Le Conseil indien pour les relations culturelles (ICCR) offre des bourses aux Géorgiens pour suivre des cours de premier et de troisième cycle dans des universités indiennes. L'ICCR offre également des bourses Kendriya Hindi Sansthan pour étudier l'hindi en Inde. L'ICCR créé une chaire d'études indiennes contemporaines à l'Université d'État de Tbilissi en octobre 2011.